# Irina Fjodorowna Godunowa

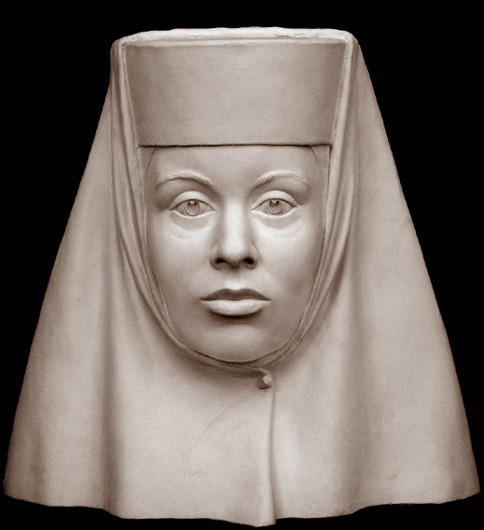
Irina Godunowa, forensische Rekonstruktion (S. A. Nikitin, 2002)

Irina Fjodorowna Godunowa (russisch Ирина Фёдоровна Годунова; * um 1557; † um den 26. Oktober 1603 in Moskau) war durch ihre Ehe mit Zar Fjodor I. (Russland) Zarin von Russland.
Irina war die Tochter des dem Kleinadel zugehörigen russischen Gutsherren Fjodor Iwanowitsch Godunow und dessen erster Ehefrau Stepanida Iwanowna. Über die Hintergründe der vermutlich von Zar Iwan IV. getroffenen Wahl zur Gattin seines Sohnes Fjodor, der in der Erbfolge noch hinter seinem Bruder Ivan stand, ist wenig bekannt. Der Bruder Irinas, Boris Godunow, zählte, nachweislich dort etwa seit 1570, am Zarenhof zu den Vertrauten Iwans IV. Die Hochzeit mit Fjodor fand vermutlich um 1580 statt. Der Gatte und seit dem gewaltsamen Ende seines Bruders Iwan, der 1581 vom Zaren eigenhändig mit dem Zepter erschlagen worden war, der Thronfolger des russischen Reichs, galt als minderbegabt und willensschwach. Er trat nach dem Tod des Zaren Ivan IV. 1584 die Thronfolge an. Auf der Ehe lastete insbesondere in den Anfangsjahren ein großer Druck, einen Thronfolger zu zeugen, da auch für den jüngeren Halbbruder Fjodors, Dimitri Thronansprüche erhoben wurden. Es kam zu mehreren Fehlgeburten und es wurden von der Zarin Wallfahrten unternommen, um einen Thronfolger zu erlangen. Im Juni 1592 wurde ihnen schließlich eine Tochter Feodosia geboren. Doch das Kind starb schon nach etwa zwei Jahren im Jahr 1594.
Nach dem Tod ihres Mannes im Jahr 1598 zog Irina sich in das im Süden von Moskau gelegene Nowodewitschi-Kloster zurück und überließ die Macht ihrem Bruder Boris Godunow, dem es seit Beginn der Regentschaft von Zar Fjodor gelungen war, immer mehr Macht an sich zu ziehen. Dort nahm sie als Nonne den Namen Alexandra an und lebte dort bis zu ihrem Tode im Jahr 1603. Ihre letzte Ruhestätte fand sie in der Erzengel-Michael-Kathedrale im Moskauer Kreml.